# موزه شمال در دانشگاه آلاسکا
موزه شمال در دانشگاه آلاسکا (انگلیسی: University of Alaska Museum of the North) یا به اختصار «UAMN» یک موزهٔ تاریخ و فرهنگ است که در پردیس دانشگاه آلاسکا در فربنکس واقع شده است.
مأموریت و هدف این موزه به دست آوردن، حفظ، بررسی و تفسیر نمونه‌ها و مجموعه‌های مربوط به میراث طبیعی، هنری و فرهنگی آلاسکا و شمال قطبی است. این موزه از طریق آموزش، پژوهش و ارائه نمایشگاه‌های عمومی در برنامه‌های علمی دولتی، ملی و بین‌المللی مشارکت دارد. موزه از مجموعه‌های گیاه‌شناسی، زمین‌شناسی، جانورشناسی، و فرهنگی استفاده می‌کند و آنها را توسعه می‌دهد. این مجموعه‌ها مبنایی برای درک مسائل منحصر به فرد گذشته و حال در شمالگان و مقابله با چالش‌های آینده است.
در سپتامبر ۲۰۲۰، این موزه به خانه دائمی اتوبوس ۱۴۲ کریستوفر مک‌کندلس مبدل شد، که در ژوئن همان سال به دلیل مسائل ایمنی از مکان قبلی خود در امتداد استمپید تریل حذف شده بود. اتوبوس بازسازی و یک نمایشگاه در فضای باز ایجاد خواهد شد.